# Coloconger
Genre
Coloconger est un genre de poissons anguilliformes de la famille des Colocongridae.

## Liste des espèces
Selon World Register of Marine Species (8 septembre 2019) :
- Coloconger cadenati Kanazawa, 1961
- Coloconger canina (Castle & Raju, 1975)
- Coloconger eximia (Castle, 1967)
- Coloconger giganteus (Castle, 1959)
- Coloconger japonicus Machida, 1984
- Coloconger meadi Kanazawa, 1957
- Coloconger raniceps Alcock, 1889
- Coloconger scholesi Chan, 1967